# Shayla LaVeaux
Shayla LaVeaux (Denver, Colorado; 27 de diciembre de 1969) es una actriz pornográfica y bailarina de estriptis estadounidense.
Ingresó en el AVN Hall of Fame en 2002.

## Premios
- 1994 XRCO Starlet of the Year[2]
- 1994 AVN Best New Starlet[3]
- 1994 Adam Film World, Best New Starlet
- 2002 AVN Hall of Fame[4]
- 2008 XRCO Hall of Fame[5]